# 권기보
권기보(한국 한자: 權寄補, 1982년 5월 4일 ~ )는 대한민국의 전직 축구 선수 출신 축구 지도자이다. 현역 시절 포지션은 골키퍼이다.

## 클럽 경력
2004년 수원 삼성 블루윙즈에 입단하였으나 이운재와 박호진에게 밀려 출전 기회를 잡지 못하였다. 2006년 11월 5일 전북 현대 모터스와의 경기에서 리그 데뷔전을 치렀다. 이후로도 출전 기회를 잡기 힘들었고, 2007년 4월, 박호진이 자진하여 2군행을 자처한 후 1군 대기 명단에 오른 것이 전부였다. 결국 2008년을 마지막으로 선수 생활을 접고 2010년 초 현역으로 입대했다.
2011년 7월, 군 팀 상주 상무 축구단의 골키퍼 중 권순태를 제외한 모든 선수가 승부조작에 연루되어 조사를 받아 팀을 이탈한 상태였다. 권순태 또한 7월 2일 대구와의 경기에서 퇴장을 당하였기 때문에 남아있는 골키퍼가 전혀 없었다. 상주 상무 피닉스는 수소문 끝에 파주에서 현역으로 복무하고 있는 권기보를 찾아내었고, 현재 한국프로축구연맹에 등록 여부를 알아보았다. 그러나 비슷한 때에 터진 해병대 총기 난사 사건으로 인하여 전군 기강 강화 명령이 모든 부대로 떨어져 이동이 금지됨에 따라 상무에서 뛸 수 없게 되었다.

## 지도자 경력
2011년 12월 6일에 제대한 후 보인고등학교 축구부의 골키퍼 코치로 활동했다.
이후 호남대학교 축구부의 골키퍼 코치로 부임했다.

2022시즌을 앞두고 천안시 축구단의 GK코치로 부임했다.